# Melanostomias macrophotus
Melanostomias macrophotus és una espècie de peix de la família dels estòmids i de l'ordre dels estomiformes.

## Morfologia
- Els mascles poden assolir 23 cm de longitud total.[3][4]

## Hàbitat
És un peix marí i d'aigües profundes que viu entre 530-945 m de fondària.

## Distribució geogràfica
Es troba des de la península Ibèrica fins al Sàhara Occidental, i, també, al Golf de Mèxic, el Carib i Indonèsia.